# 橘右太治
橘 右太治（たちばな うたじ、本名：小田 幸広、1950（昭和25）年1月29日 - ）は中京圏を中心に活動する橘流寄席文字書家。寄席文字橘会理事。愛知県蒲郡市出身・在住。家業として農業（ミカン・山椒の葉など）にも携わる。

## 経歴
1968（昭和43）年、東京農業大学短期大学部農業科に入学と同時に落語研究会に入部。芸名は「二束家三紋」。新宿末廣亭で橘右近の寄席文字を見てカルチャーショックを受け、入門。落研の先輩である橘右一郎と共に新宿末廣亭の10日ごとの看板の張り替えを手伝い、右近のビラ文字のコレクションを始める。看板の張り替え作業は、農大落研の後輩に50年以上経った現在も受け継がれている。
短大卒業後帰郷、1970（昭和45）年、関山和夫が主宰する「含笑長屋落語を聴く会」に参加、同年3月、関山の指導のもと「蒲郡落語を聴く会」をスタートさせる。第一回出演は古今亭圓菊（2代目）。関山は亡くなるまで蒲郡の会の観客の前で毎回「おはなし」（講話）を続けた。
1974（昭和49）年、「中部寄席文字研究会」（のちに「中京寄席文字勉強会」と改名）発足。
1975（昭和50）年1月、「橘右太治」の名前を許される。
1982（昭和57）年、鳶職人と出会い「若竹会」（のちに「愛知県連若鳶会」と改名）に入会。10年ほど在籍した。
1996（平成8）年5月、「蒲郡落語を聴く会」の主宰者としての永年の功績を称えられ、蒲郡市教育委員会から顕彰される。
2022（令和4）年、蒲郡落語を聴く会50周年記念例会が開催される。出演は古今亭菊之丞。

## 主な作品など
- 新生大須演芸場看板・めくり（2015年～）
- 含笑寺 石柱文字（1986年）
- 東海ラジオ「なごやか寄席」題字・めくり
- 蒲郡、名古屋（中日文化センター・毎日文化センター[6]）で寄席文字講座
- 寄席文字揮毫、舞台・中京地区のテレビなどでの寄席文字実演などに数多く携わる。